# Lusitano Ginásio Clube
Maillots
Le Lusitano Ginásio Clube, plus connu sous le nom de Lusitano de Évora, est un club portugais de football fondé le 11 novembre 1911, et basé à Évora.

## Historique
Le club passe 14 saisons en Liga Sagres (1re division). 
Il obtient son meilleur résultat en D1 lors de la saison 1956-1957, où il se classe 5e du championnat, avec 13 victoires, 4 matchs nuls et 9 défaites.
La dernière présence en 1re division du Lusitano de Évora  remonte à la saison 1965-1966.
Le Lusitano Évora évolue pour la dernière fois en D2 lors de la saison 1989-1990.

## Anciens joueurs
- José Pedro Biléu
- Patalino
- Dinis Vital
- Vicente Camilo